# Donat z Bad Münstereifel
Donat z Bad Münstereifel (zm. w I-III wieku) – męczennik chrześcijański i święty Kościoła katolickiego.
Relikwie świętego odkryto w 1646 w katakumbach św. Agnieszki w Rzymie jako św. Donata męczennika. W 1652, jako podarunek jezuitów, trafiły do nowo utworzonego kolegium w Bad Münstereifel (Księstwo Jülich).
Jego atrybutami są: nóż i miseczkowate naczynie; w Austrii: piorun, snop, sierp i winorośl. Jest orędownikiem przeciw burzom, błyskawicom, gradowi i ogniu.
Wspomnienie liturgiczne w Kościele katolickim obchodzone jest 30 czerwca.

## Legenda
Według legendy Donat urodził się w Rzymie. Jego rodzicami byli Faust(us) i Flamina. Donat miał być dowódcą rzymskiego legionu, który został otoczony w walce z Germanami. Sytuacja pogarszała się z dnia na dzień, brakowało wody pitnej. Rzymianie modlili się do swoich bogów, ale nic się nie stało. Wreszcie Donat zaczął modlić się do Boga chrześcijan. Wówczas zaczął padać deszcz. Germanie byli ścigani przez burze, Rzymianie zwyciężyli, a cesarz (jak podaje Stadlers Vollständiges Heiligen-Lexikon Marek Aureliusz) uczynił go dowódcą straży przybocznej. Donat podziękował Bogu i obiecał, że w przyszłości jedynie jemu będzie służyć i nigdy nie ożeni się. Cesarz chciał jednak, aby ten poślubił jego wnuczkę Aleksandr(i)ę. Donat odmówił, a potraktowany jako chrześcijanin, został skazany na śmierć i stracony.